# Daniele Magliocchetti
Daniele Magliocchetti (Rome, 11 mei 1986) is een Italiaans professioneel voetballer die als verdediger speelt.

## Clubcarrière
Magliocchetti was actief in de jeugdopleiding van AS Roma, waar hij echter nooit een duel speelde in het eerste elftal. Wel werd hij verhuurd aan Hellas Verona, waarvoor hij tien duels speelde. Na zijn terugkeer werd hij verkocht aan Cagliari Calcio als ruilmiddel in de deal die Mauro Esposito naar AS Roma bracht. Na een korte verhuurperiode bij US Triestina verliet hij Cagliari later. Pas in 2014 vond hij een nieuwe club. Net als Davide Colomba tekende hij bij FC Pune City in de nieuw opgerichte Indian Super League.